# (4469) Utting
(4469) Utting (1978 PS4) – planetoida z pasa głównego asteroid okrążająca Słońce w ciągu 4,14 lat w średniej odległości 2,58 j.a. Odkryta 1 sierpnia 1978 roku.